# Золотой глобус (премия, 1971)
28-я церемония вручения наград премии «Золотой глобус»

5 февраля 1971 года
Лучший фильм (драма): 

«История любви»
Лучший фильм (комедия или мюзикл): 

«Военно-полевой госпиталь»
Лучшое ТВ-шоу (драма): 

«Медицинский центр»
Лучшое ТВ-шоу (комедия или мюзикл): 

«Шоу Кэрол Бёрнетт»
< 27-я Церемонии вручения 29-я >
28-я церемония вручения наград премии «Золотой глобус» за заслуги в области кинематографа и телевидения за 1970 год состоялась 5 февраля 1971 года в Beverly Hilton Hotel (Беверли-Хиллз, Лос-Анджелес, Калифорния, США). Номинанты были объявлены 12 января 1971.

## Список лауреатов и номинантов
Победители выделены отдельным цветом. 

### Игровое кино
| Категории                                    | Лауреаты и номинанты                                                                                                  | Лауреаты и номинанты                                                                     | Лауреаты и номинанты                                                                     |
| -------------------------------------------- | --- | ---------------------------------------------------------------------------------------- | ---------------------------------------------------------------------------------------- |
| Лучший фильм (драма)                         | • История любви / Love Story                                                                                          | • История любви / Love Story                                                             | • История любви / Love Story                                                             |
| Лучший фильм (драма)                         | • Аэропорт / Airport                                                                                                  |                                                                                          |                                                                                          |
| Лучший фильм (драма)                         | • Пять лёгких пьес / Five Easy Pieces                                                                                 |                                                                                          |                                                                                          |
| Лучший фильм (драма)                         | • Я никогда не пел отцу / I Never Sang for My Father                                                                  |                                                                                          |                                                                                          |
| Лучший фильм (драма)                         | • Паттон / Patton |                                                                                          |                                                                                          |
| Лучший фильм (комедия или мюзикл)            | • Военно-полевой госпиталь / MASH                                                                                     | • Военно-полевой госпиталь / MASH                                                        | • Военно-полевой госпиталь / MASH                                                        |
| Лучший фильм (комедия или мюзикл)            | • Дорогая Лили / Darling Lili                                                                                         |                                                                                          |                                                                                          |
| Лучший фильм (комедия или мюзикл)            | • Дневник безумной домохозяйки / Diary of a Mad Housewife                                                             |                                                                                          |                                                                                          |
| Лучший фильм (комедия или мюзикл)            | • Скрудж / Scrooge |                                                                                          |                                                                                          |
| Лучший фильм (комедия или мюзикл)            | • Любовники и другие незнакомцы / Lovers and Other Strangers                                                          |                                                                                          |                                                                                          |
| Лучший режиссёр                              | | • Артур Хиллер за фильм «История любви»                                                  | • Артур Хиллер за фильм «История любви»                                                  |
| Лучший режиссёр                              | • Роберт Олтмен — «Военно-полевой госпиталь»                                                                          |                                                                                          |                                                                                          |
| Лучший режиссёр                              | • Боб Рэфелсон — «Пять лёгких пьес»                                                                                   |                                                                                          |                                                                                          |
| Лучший режиссёр                              | • Кен Расселл — «Влюблённые женщины»                                                                                  |                                                                                          |                                                                                          |
| Лучший режиссёр                              | • Франклин Дж. Шеффнер — «Паттон»                                                                                     |                                                                                          |                                                                                          |
| Лучший актёр (драма)                         | | • Джордж К. Скотт — «Паттон» (за роль генерала Джорджа С. Паттона)                       | • Джордж К. Скотт — «Паттон» (за роль генерала Джорджа С. Паттона)                       |
| Лучший актёр (драма)                         | • Мелвин Дуглас — «Я никогда не пел отцу» (за роль Тома Гаррисона)                                                    |                                                                                          |                                                                                          |
| Лучший актёр (драма)                         | • Джеймс Эрл Джонс — «Большая белая надежда» (за роль Джека Джефферсона)                                              |                                                                                          |                                                                                          |
| Лучший актёр (драма)                         | • Джек Николсон — «Пять лёгких пьес» (за роль Роберта Дюпи)                                                           |                                                                                          |                                                                                          |
| Лучший актёр (драма)                         | • Райан О’Нил — «История любви» (за роль Оливера Барретта IV)                                                         |                                                                                          |                                                                                          |
| Лучшая актриса (драма)                       | | • Эли Макгроу — «История любви» (за роль Дженнифер Каваллери)                            | • Эли Макгроу — «История любви» (за роль Дженнифер Каваллери)                            |
| Лучшая актриса (драма)                       | • Фэй Данауэй — «Загадка незаконнорождённого» (англ.) (за роль Лу Андреас Санд)                                       |                                                                                          |                                                                                          |
| Лучшая актриса (драма)                       | • Гленда Джексон — «Влюблённые женщины» (за роль Гудрун Бренгвен)                                                     |                                                                                          |                                                                                          |
| Лучшая актриса (драма)                       | • Мелина Меркури — «Обещание на рассвете» (англ.) (за роль Нины Кацевой)                                              |                                                                                          |                                                                                          |
| Лучшая актриса (драма)                       | • Сара Майлз — «Дочь Райана» (за роль Рози Райан)                                                                     |                                                                                          |                                                                                          |
| Лучший актёр (комедия или мюзикл)            | | • Альберт Финни — «Скрудж» (за роль Эбенезера Скруджа)                                   | • Альберт Финни — «Скрудж» (за роль Эбенезера Скруджа)                                   |
| Лучший актёр (комедия или мюзикл)            | • Ричард Бенджамин — «Дневник безумной домохозяйки» (за роль Джонатана Балсера)                                       |                                                                                          |                                                                                          |
| Лучший актёр (комедия или мюзикл)            | • Эллиотт Гулд — «Военно-полевой госпиталь» (за роль Джона «Ловца» Макинтайра)                                        |                                                                                          |                                                                                          |
| Лучший актёр (комедия или мюзикл)            | • Джек Леммон — «Приезжие» (англ.) (за роль Джорджа Келлермана)                                                       |                                                                                          |                                                                                          |
| Лучший актёр (комедия или мюзикл)            | • Дональд Сазерленд — «Военно-полевой госпиталь» (за роль капитана Бенджамина Пирса)                                  |                                                                                          |                                                                                          |
| Лучшая актриса (комедия или мюзикл)          | | • Кэрри Снодгресс — «Дневник безумной домохозяйки» (за роль Тины Балсер)                 | • Кэрри Снодгресс — «Дневник безумной домохозяйки» (за роль Тины Балсер)                 |
| Лучшая актриса (комедия или мюзикл)          | • Джули Эндрюс — «Дорогая Лили» (за роль Лили Смит (Шмидт))                                                           |                                                                                          |                                                                                          |
| Лучшая актриса (комедия или мюзикл)          | • Сэнди Деннис — «Приезжие» (за роль Гвен Келлерман)                                                                  |                                                                                          |                                                                                          |
| Лучшая актриса (комедия или мюзикл)          | • Анджела Лэнсбери — «Кое-что для каждого» (англ.) (за роль графини Герты фон Орнштейн)                               |                                                                                          |                                                                                          |
| Лучшая актриса (комедия или мюзикл)          | • Барбара Стрейзанд — «Филин и кошечка» (за роль Дорис)                                                               |                                                                                          |                                                                                          |
| Лучший актёр второго плана                   | | • Джон Миллс — «Дочь Райана» (за роль Майкла)                                            | • Джон Миллс — «Дочь Райана» (за роль Майкла)                                            |
| Лучший актёр второго плана                   | • вождь Дэн Джордж — «Маленький большой человек» (за роль вождя «Старая Кожа Вигвама»)                                |                                                                                          |                                                                                          |
| Лучший актёр второго плана                   | • Тревор Ховард — «Дочь Райана» (за роль отца Хью Коллинза)                                                           |                                                                                          |                                                                                          |
| Лучший актёр второго плана                   | • Джордж Кеннеди — «Аэропорт» (за роль Джо Патрони)                                                                   |                                                                                          |                                                                                          |
| Лучший актёр второго плана                   | • Джон Марли — «История любви» (за роль Фила Каваллери)                                                               |                                                                                          |                                                                                          |
| Лучшая актриса второго плана                 | | • Карен Блэк — «Пять лёгких пьес» (за роль Рейетт Дипесто)                               |                                                                                          |
| Лучшая актриса второго плана                 | • Морин Стэплтон — «Аэропорт» (за роль Инез Герреро)                                                                  |                                                                                          |                                                                                          |
| Лучшая актриса второго плана                 | • Тина Чен — «Гавайцы» (англ.) (за роль Ниук Цин)                                                                     |                                                                                          |                                                                                          |
| Лучшая актриса второго плана                 | • Ли Грант — «Землевладелец» (англ.) (за роль Джойс Эндерс)                                                           |                                                                                          |                                                                                          |
| Лучшая актриса второго плана                 | • Салли Келлерман — «Военно-полевой госпиталь» (за роль Маргарет Халиган)                                             |                                                                                          |                                                                                          |
| Новая звезда года — актёр                    | | • Джеймс Эрл Джонс — «Большая белая надежда»                                             | • Джеймс Эрл Джонс — «Большая белая надежда»                                             |
| Новая звезда года — актёр                    | • Аси Даян — «Обещание на рассвете» (за роль Романа Кацева                                                            |                                                                                          |                                                                                          |
| Новая звезда года — актёр                    | • Фрэнк Ланджелла — «Дневник безумной домохозяйки»                                                                    |                                                                                          |                                                                                          |
| Новая звезда года — актёр                    | • Джо Нэмет — «Норвуд» (англ.)                                                                                        |                                                                                          |                                                                                          |
| Новая звезда года — актёр                    | • Кеннет Нельсон — «Парни в группе»                                                                                   |                                                                                          |                                                                                          |
| Новая звезда года — актриса                  | | • Кэрри Снодгресс — «Дневник безумной домохозяйки»                                       | • Кэрри Снодгресс — «Дневник безумной домохозяйки»                                       |
| Новая звезда года — актриса                  | • Джейн Александер — «Большая белая надежда»                                                                          |                                                                                          |                                                                                          |
| Новая звезда года — актриса                  | • Лола Фалана — «Освобождение Л. Б. Джонса»                                                                           |                                                                                          |                                                                                          |
| Новая звезда года — актриса                  | • Анна Калдер-Маршалл — «Кошечка, кошечка, я люблю тебя» (англ.)                                                      |                                                                                          |                                                                                          |
| Новая звезда года — актриса                  | • Марло Томас — «Дженни»                                                                                              |                                                                                          |                                                                                          |
| Новая звезда года — актриса                  | • Энджел Томпкинс — «Я люблю мою… жену» (англ.)                                                                       |                                                                                          |                                                                                          |
| Лучший сценарий                              | [[Файл:\|100px]] | • Эрик Сигал — «История любви»                                                           | • Эрик Сигал — «История любви»                                                           |
| Лучший сценарий                              | [[Файл:\|100px]] | • Лесли Брикасс — «Скрудж»                                                               |                                                                                          |
| Лучший сценарий                              | [[Файл:\|100px]] | • Джон Кассаветис — «Мужья»                                                              |                                                                                          |
| Лучший сценарий                              | [[Файл:\|100px]] | • Кэрол Истмен — «Пять лёгких пьес»                                                      |                                                                                          |
| Лучший сценарий                              | [[Файл:\|100px]] | • Ринг Ларднер мл. — «Военно-полевой госпиталь»                                          |                                                                                          |
| Лучшая музыка к фильму                       | • Франсис Ле за музыку к фильму «История любви»                                                                       | • Франсис Ле за музыку к фильму «История любви»                                          | • Франсис Ле за музыку к фильму «История любви»                                          |
| Лучшая музыка к фильму                       | • Лесли Брикасс — «Скрудж»                                                                                            |                                                                                          |                                                                                          |
| Лучшая музыка к фильму                       | • Фрэнк Корделл — «Кромвель»                                                                                          |                                                                                          |                                                                                          |
| Лучшая музыка к фильму                       | • Мишель Легран — «Грозовой перевал»                                                                                  |                                                                                          |                                                                                          |
| Лучшая музыка к фильму                       | • Альфред Ньюман (посмертно) — «Аэропорт»                                                                             |                                                                                          |                                                                                          |
| Лучшая песня                                 | • Whistling Away the Dark — «Дорогая Лили» — музыка: Генри Манчини, слова: Джонни Мерсер                              | • Whistling Away the Dark — «Дорогая Лили» — музыка: Генри Манчини, слова: Джонни Мерсер | • Whistling Away the Dark — «Дорогая Лили» — музыка: Генри Манчини, слова: Джонни Мерсер |
| Лучшая песня                                 | • Ballad of Little Fauss and Big Halsey — «Малыш Фаусс и Большой Хэлси» (англ.) — музыка и слова: Джонни Кэш          |                                                                                          |                                                                                          |
| Лучшая песня                                 | • Pieces of Dreams — «Обрывки мечты» — музыка: Мишель Легран, слова: Алан Бергман и Мэрилин Бергман                   |                                                                                          |                                                                                          |
| Лучшая песня                                 | • Thank You Very Much — «Скрудж» — музыка и слова: Лесли Брикасс                                                      |                                                                                          |                                                                                          |
| Лучшая песня                                 | • Till Love Touches Your Life — «Мадрон» — музыка: Риц Ортолани, слова: Артур Хэмилтон                                |                                                                                          |                                                                                          |
| Лучший иностранный фильм                     | • Пассажир дождя / Le Passager de la pluie (Франция)                                                                  | • Пассажир дождя / Le Passager de la pluie (Франция)                                     | • Пассажир дождя / Le Passager de la pluie (Франция)                                     |
| Лучший иностранный фильм                     | • Признание / L’Aveu (Франция)                                                                                        |                                                                                          |                                                                                          |
| Лучший иностранный фильм                     | • Клиент в мёртвом сезоне / אורח בעונה מתה (Франция, Израиль)                                                         |                                                                                          |                                                                                          |
| Лучший иностранный фильм                     | • Борсалино / Borsalino (Италия, Франция)                                                                             |                                                                                          |                                                                                          |
| Лучший иностранный фильм                     | • Следствие по делу гражданина вне всяких подозрений / Indagine su un cittadino al di sopra di ogni sospetto (Италия) |                                                                                          |                                                                                          |
| Лучший иностранный фильм на английском языке | • Влюблённые женщины / Women in Love (Великобритания)                                                                 | • Влюблённые женщины / Women in Love (Великобритания)                                    | • Влюблённые женщины / Women in Love (Великобритания)                                    |
| Лучший иностранный фильм на английском языке | • Исходит из сердца / Act of the Heart (Канада)                                                                       |                                                                                          |                                                                                          |
| Лучший иностранный фильм на английском языке | • Одна солдатская авантюра / Aru heishi no kake (Япония)                                                              |                                                                                          |                                                                                          |
| Лучший иностранный фильм на английском языке | • Блумфилд / Bloomfield (Великобритания, Израиль)                                                                     |                                                                                          |                                                                                          |
| Лучший иностранный фильм на английском языке | • Цыган и девственница / The Virgin and the Gypsy (Великобритания)                                                    |                                                                                          |                                                                                          |

### Телевизионные награды
| Категории                                 | Лауреаты и номинанты                                                                   | Лауреаты и номинанты                                                    |
| ----------------------------------------- | -------------------------------------------------------------------------------------- | ----------------------------------------------------------------------- |
| Лучшое ТВ-шоу (драма)                     | • Медицинский центр / Medical Center                                                   | • Медицинский центр / Medical Center                                    |
| Лучшое ТВ-шоу (драма)                     | • Сенатор / The Bold Ones: The Senator                                                 |                                                                         |
| Лучшое ТВ-шоу (драма)                     | • Доктор Маркус Уэлби / Marcus Welby, M.D.                                             |                                                                         |
| Лучшое ТВ-шоу (драма)                     | • Отряд «Стиляги» / The Mod Squad                                                      |                                                                         |
| Лучшое ТВ-шоу (драма)                     | • Молодые юристы / The Young Lawyers                                                   |                                                                         |
| Лучшое ТВ-шоу (комедия или мюзикл)        | • Шоу Кэрол Бёрнетт / The Carol Burnett Show                                           | • Шоу Кэрол Бёрнетт / The Carol Burnett Show                            |
| Лучшое ТВ-шоу (комедия или мюзикл)        | • Ухаживание отца Эдди / The Courtship of Eddie’s Father                               |                                                                         |
| Лучшое ТВ-шоу (комедия или мюзикл)        | • Семейное дело / Family Affair                                                        |                                                                         |
| Лучшое ТВ-шоу (комедия или мюзикл)        | • Хороший час Глена Кэмпбелла / The Glen Campbell Goodtime Hour                        |                                                                         |
| Лучшое ТВ-шоу (комедия или мюзикл)        | • Семья Партридж / The Partridge Family                                                |                                                                         |
| Лучший актёр на ТВ (драма)                |                                                                                        | • Питер Грейвс — «Миссия невыполнима» (за роль Джеймса Фелпса)          |
| Лучший актёр на ТВ (драма)                | • Майк Коннорс — «Менникс» (за роль Джо Менникса)                                      |                                                                         |
| Лучший актёр на ТВ (драма)                | • Чад Эверетт — «Медицинский центр» (за роль доктора Джо Гэннона)                      |                                                                         |
| Лучший актёр на ТВ (драма)                | • Бёрт Рейнольдс — «Дэн Огэст» (англ.) (за роль лейтенанта Дэна Огэста)                |                                                                         |
| Лучший актёр на ТВ (драма)                | • Роберт Янг — «Доктор Маркус Уэлби» (за роль доктора Маркуса Уэлби)                   |                                                                         |
| Лучшая актриса на ТВ (драма)              |                                                                                        | • Пегги Липтон — «Отряд „Стиляги“» (за роль Джули Барнс)                |
| Лучшая актриса на ТВ (драма)              | • Аманда Блейк — «Дымок из ствола» (за роль Китти)                                     |                                                                         |
| Лучшая актриса на ТВ (драма)              | • Линда Кристал — «Высокий кустарник» (англ.) (за роль Виктории Кэннон)                |                                                                         |
| Лучшая актриса на ТВ (драма)              | • Иветт Мимо — «Самая смертельная игра» (англ.) (за роль Ванессы Смит)                 |                                                                         |
| Лучшая актриса на ТВ (драма)              | • Дениз Николас — «Комната 222» (англ.) (за роль Лиз Макинтайр)                        |                                                                         |
| Лучший актёр на ТВ (комедия или мюзикл)   |                                                                                        | • Флип Уилсон — «Шоу Флипа Уилсона» (за роль самого себя)               |
| Лучший актёр на ТВ (комедия или мюзикл)   | • Хершел Бернарди — «Арни» (англ.) (за роль Арни Наво)                                 |                                                                         |
| Лучший актёр на ТВ (комедия или мюзикл)   | • Дэвид Фрост — «Шоу Дэвида Фроста» (за роль самого себя)                              |                                                                         |
| Лучший актёр на ТВ (комедия или мюзикл)   | • Мерв Гриффин — «Шоу Мерва Гриффина» (англ.) (за роль самого себя)                    |                                                                         |
| Лучший актёр на ТВ (комедия или мюзикл)   | • Дэнни Томас — «Make Room for Granddaddy» (за роль Дэнни Уильямса)                    |                                                                         |
| Лучшая актриса на ТВ (комедия или мюзикл) |                                                                                        | • Мэри Тайлер Мур — «Шоу Мэри Тайлер Мур» (за роль Мэри Ричардс)        |
| Лучшая актриса на ТВ (комедия или мюзикл) | • Кэрол Бёрнетт — «Шоу Кэрол Бёрнетт»                                                  |                                                                         |
| Лучшая актриса на ТВ (комедия или мюзикл) | • Ширли Джонс — «Семья Партридж» (за роль Ширли Ренфрю Партридж)                       |                                                                         |
| Лучшая актриса на ТВ (комедия или мюзикл) | • Джульет Миллс — «Nanny and the Professor» (за роль няни)                             |                                                                         |
| Лучшая актриса на ТВ (комедия или мюзикл) | • Элизабет Монтгомери — «Моя жена меня приворожила» (за роль Саманты Стивенс / Серины) |                                                                         |
| Лучший актёр второго плана на ТВ          |                                                                                        | • Джеймс Бролин — «Доктор Маркус Уэлби» (за роль доктора Стивена Кайли) |
| Лучший актёр второго плана на ТВ          | • Тайг Эндрюс — «Отряд „Стиляги“» (за роль капитана Адама Грира)                       |                                                                         |
| Лучший актёр второго плана на ТВ          | • Майкл Константин — «Комната 222» (за роль Сеймура Кауфмана)                          |                                                                         |
| Лучший актёр второго плана на ТВ          | • Генри Гибсон — «Хохмы Роуэна и Мартина» (англ.) (за роли различных персонажей)       |                                                                         |
| Лучший актёр второго плана на ТВ          | • Залман Кинг — «Молодые юристы» (за роль Аарона Сильвермана)                          |                                                                         |
| Лучшая актриса второго плана на ТВ        |                                                                                        | • Гейл Фишер — «Менникс» (за роль Пегги Фэйр)                           |
| Лучшая актриса второго плана на ТВ        | • Сью Эни Лэнгдон — «Арни» (за роль Лиллиан Наво)                                      |                                                                         |
| Лучшая актриса второго плана на ТВ        | • Миёси Умэки — «Ухаживание отца Эдди» (за роль миссис Ливингстон)                     |                                                                         |
| Лучшая актриса второго плана на ТВ        | • Карен Валентайн — «Комната 222» (за роль Элис Джонсон)                               |                                                                         |
| Лучшая актриса второго плана на ТВ        | • Лесли Энн Уоррен — «Миссия невыполнима» (за роль Даны Ламберт)                       |                                                                         |

### Специальные награды
| Награда                                                     | Лауреаты         | Лауреаты                                                       |
| ----------------------------------------------------------- | ---------------- | -------------------------------------------------------------- |
| Премия Сесиля Б. Де Милля (Награда за вклад в кинематограф) | Фрэнк Синатра    | • Фрэнк Синатра                                                |
| Премия Генриетты Henrietta Award (World Film Favorites)     | Клинт Иствуд     | • Клинт Иствуд                                                 |
| Премия Генриетты Henrietta Award (World Film Favorites)     | Сидни Пуатье     | • Сидни Пуатье                                                 |
| Премия Генриетты Henrietta Award (World Film Favorites)     | Софи Лорен       | • Софи Лорен                                                   |
| Премия Генриетты Henrietta Award (World Film Favorites)     | Барбра Стрейзанд | • Барбра Стрейзанд                                             |
| Мисс Золотой глобус 1971 (Символическая награда)            | Энн Арчер        | • Энн Арчер (дочь актёра Джона Арчера и актрисы Марджори Лорд) |